# HD 71148
HD 71148，又名BD+46 1398，SAO 42369、HR 3309，是一颗恒星，视星等为6.32，位于銀經174.49，銀緯35.42，其B1900.0坐标为赤經8h 20m 38.4s，赤緯+45° 35.42′ 25″。